# Sarah McCoy (musicienne)
Pour les articles homonymes, voir Sarah McCoy et McCoy.

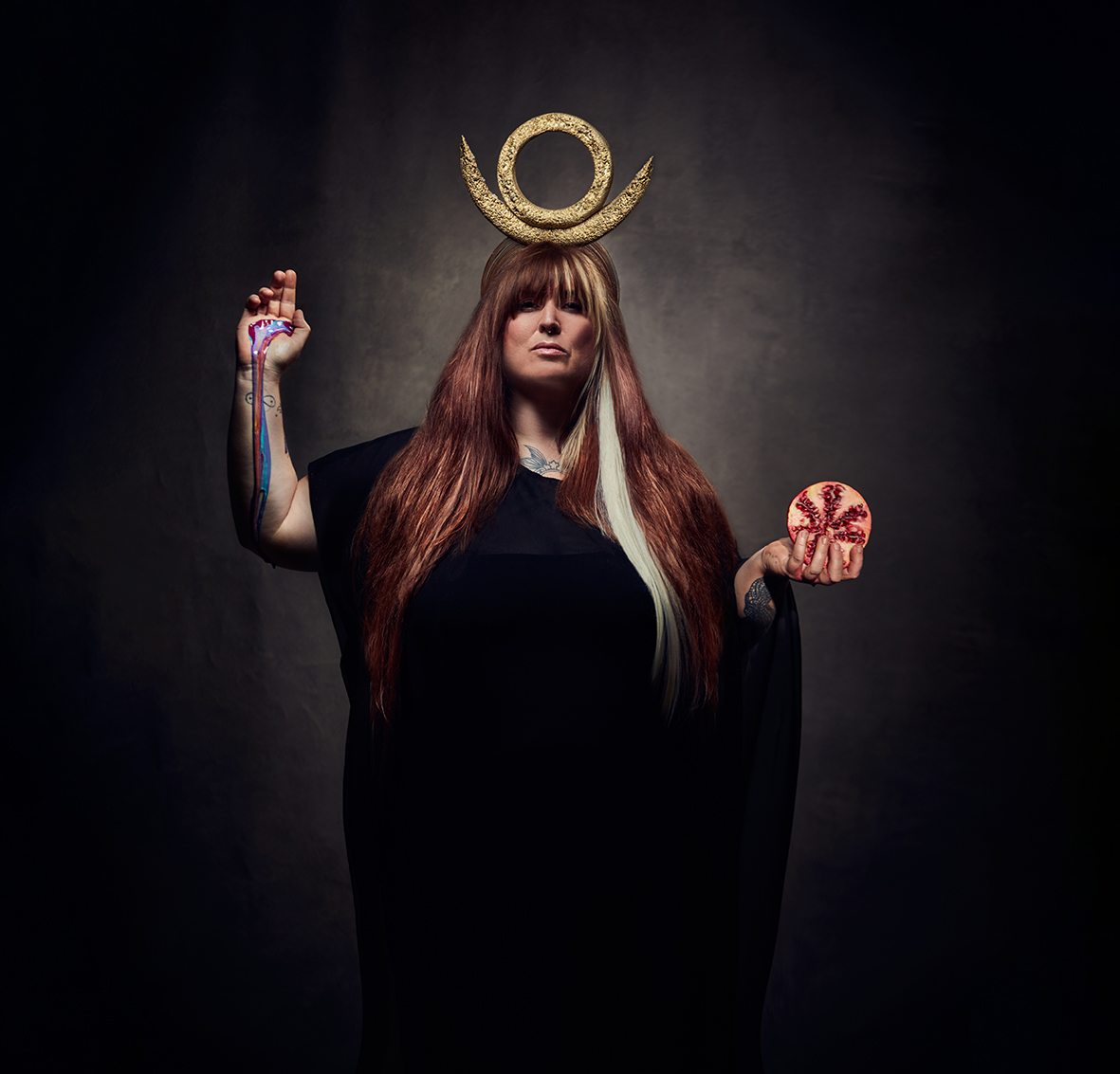
Sarah McCoy "High Priestess @ Anka

Sarah McCoy est une musicienne américaine , (pianiste, autrice-compositrice-interprète et chanteuse) de blues, jazz et soul, née en 1985 à Pine Plains, une petite ville du Comté de Dutchess dans l’état de New York. Tout droit venue de la Nouvelle-Orléans en Louisiane, elle s’installa à Paris (France) en octobre 2017, où elle entama sa carrière musicale professionnelle.
Elle sort son premier album Blood Siren le 25 janvier 2019 qu’elle a composée et écrit elle-même sous le label Blue Note Records/Universal Music avec, à la réalisation, Chilly Gonzales et Renaud Letang.

## Biographie[7]

### Enfance, et jeunesse
Sarah McCoy, fille cadette d'un policier retraité à la santé fragile et d'une ancienne nonne devenue institutrice, est née à Pine Plains, dans l’État de New York,. Dans les années 1990, la famille McCoy déménagea à  Charleston - (Caroline du Sud) au climat plus chaud. Sarah durant son enfance aima vivre près de la plage et le soleil de sa nouvelle ville d’adoption. 
À 15 ans, elle dut faire face à la mort de son père à la suite d'un cancer et également de sa grand-mère à quelques jours d'intervalle, événements qu’elle a mal supportés, sombrant dans une adolescence triste et mouvementée. Elle était une fille étrange, introvertie, vêtue de noir et souvent en guerre avec sa mère.

Son salut fut un piano, qui lui avait été offert par un ami de la famille. Ses parents l’ont poussée pour qu’elle en joue et elle a commencé à prendre des leçons auprès d’une femme d’église . Se prenant vite au jeu, elle a beaucoup joué, surtout dans un registre classique, ce qui lui a permis d'intégrer une école d’arts. En parallèle, elle commença aussi à écrire ses premiers textes qui reflétaient l'état d'esprit triste et sombre de son adolescence.

À 20 ans, la séparation avec son petit et meilleur ami la rend d'autant plus impatiente de quitter  Charleston - (Caroline du Sud) pour de nouveaux horizons. Dès lors, elle prend la route avec sa guitare et son chien, souvent en stop, et traverse 44 des 50 États américains (un périple qui a duré plus de deux ans). Lors de son passage à San Diego en Californie, elle apprend la guitare avec un  SDF et commence à jouer en chantant dans la rue la chanson du nomade ultime, « Me & Bobby McGee», et devient une musicienne de rue pour gagner sa vie, en complément de petits boulots.

### Le déclic
Pendant une longue période de couchsurfing et de squat, Sarah se rend à  Monterey  - (Californie),, où elle est initiée au blues par des vieux hippies croisés en chemin. Pendant quatre ans vécus Là-bas, elle fait la manche en jouant dans la rue, joue du piano dans un bar « contre des quésadillas », accumule les petits boulots, vit dans des camionnettes, des squats et enchaîne les misères. Une période de sa vie qu’elle décrit désormais comme celle de ses « mésaventures psychédéliques »,  qui ne l’a pas empêché tout de même de composer et d’écrire sur ses chagrins d'amour et ses misères.

Un jour, alors qu’elle a touché le fond et sombré dans l’inconnu de sa vie de hobo (vagabond), elle rencontre le guitariste Salvatore Geloso, qui passait par la ville ( Monterey - Californie). Sarah, recevra de lui ce jour-là un pur réveil spirituel à travers sa musique et ses paroles. Cette rencontre ne se passera pas sans conséquence puisque Sal (Salvatore Geloso) lui a dit que si jamais elle voulait le trouver, il fallait qu’elle vienne à La Nouvelle-Orléans (Louisiane). C’est là que commence une lueur d’espoir qu’elle va décider de suivre.

### La Nouvelle-Orléans (la révélation)
En 2011, Sarah McCoy prend de nouveau la route (direction La Nouvelle-Orléans - Louisiane),, pour retrouver Sal (Salvatore Geloso). Elle débarque au volant d'un van (sa maison), avec sa meilleure amie Alyssa Potter (musicienne de glockenspiel), et leurs chiens. Elle y découvre la soul de Sophia Lee, forge son blues-punk en faisant la manche sur les trottoirs de la Frenchmen Street (La Nouvelle-Orléans - Louisiane),.
Elle finit même par être cuisinière dans un restaurant, mais grâce à sa détermination et sa persévérance, elle finit par décrocher un gig (« taf », en argot anglais, qui possède également le sens de « concert ») régulier au mythique cabaret " The Spotted Cat ",, dans le quartier français de la ville, où elle est embauchée pour jouer de la musique autour de l'heure du cocktail deux jours par semaine.

Là, Sarah a commencé à trouver sa vraie voix. Elle forme un groupe pour l’accompagner, les " Oopsie Daisies ",, dont les membres vont et viennent. Composé du  bassiste Alvin (Dizzy) Rucker, Alyssa Potter joue du Glockenspiel, et Sal (Salvatore Geloso) de la guitare, pendant que Sarah fait ce qu’elle sait le mieux faire, chanter en s’accompagnant au piano,,.
En 2013, le réalisateur cinéaste-ethnologue français Bruno Moynié installé au Canada est passé par là et découvre Sarah McCoy au " Spotted Cat ", impressionné, il décide de lui proposer une collaboration en intégrant sa musique au film documentaire (Le Sens de sa place) qu’il était en train de tourner à la Nouvelle-Orléans (Louisiane) et d’un commun accord devient également son manager. Aussitôt, il appelle des connaissances en France qui lui dégotent une invitation au festival des Nuits de l’alligator. 

En janvier 2014, Off Beat, le magazine de musique de la Nouvelle-Orléans, remet son prix annuel « Best of the Beat »; Sarah y est nommée meilleure artiste émergente. Sarah n’a pas gagné, mais cela importe peu pour elle puisque sa seule motivation était de prendre l’avion pour se produire en France et conquérir le public français. Sarah McCoy sera la découverte annuelle du festival des Nuits de l’alligator 2014 en France,.
L’un des programmateurs de cet événement, Stéphane Deschamps (journaliste aux Inrocks) lui a renouvelé l’invitation pour les prochaines dates, ravi de l’expérience et du potentiel de l’artiste émergente venue d’outre Atlantique.
Lors de sa première tournée en France, une rencontre avec le groupe The Limiñanas, de Perpignan, va conduire à une collaboration en (Backing-band) et l’enregistrement du premier single de Sarah McCoy « Beautiful stranger » sorti en 2015.
Pendant trois ans, Sarah McCoy va enchainer des allers et retours entre la Nouvelle-Orléans et la France pour quelques concerts par-ci, par là (festival des Nuits de l’Alligator, festival Blues en Seine, etc.) avant de faire la rencontre de sa vie.

### La Rencontre (Chilly Gonzales)[25]
En avril 2017, Sarah McCoy inaugurait à Paris  la soirée piano du Arte Concert Festival à la  Gaîté Lyrique,,. Elle faisait la première partie du compositeur-interprète britannique Jarvis Cocker et de Chilly Gonzales, producteur et pianiste expérimental pop-classique primé aux Grammy Awards, qui lançaient leur album commun chez Deutsche Grammophon, « Room 29 »,,. Quelques notes ont suffi pour foudroyer le cœur des auditeurs présents. Les festivaliers n’ont pas été les seuls à tomber sous le charme de la chanteuse-pianiste : Chilly Gonzales lui aussi a été subjugué. C’est ainsi qu’il fait sa connaissance et l’invite le lendemain pour un test d'enregistrement avec son ami producteur, Renaud Letang. Ce dernier, qui est d'origine iranienne et basé à Paris, est l'architecte derrière les enregistrements d'artistes du monde entier : Feist, Manu Chao, Seu Jorge, Jane Birkin et Jamie Lidell.

En octobre 2017, Sarah déménage de la Nouvelle-Orléans pour s’installer à Paris. Gonzales et Letang, convaincus par les performances artistiques de Sarah, décident de produire son tout premier album Blood Siren et commencent ensemble l’enregistrement,en février 2018 aux studios Ferber à Paris. L’album est sorti le 25 janvier 2019 sur le label Blue Note Records/Universal Music,,.

## Style de musique & influences
Seule au piano, chantant dans une production sudiste de Tom Waits, Sarah McCoy, dévoile un univers intime puissant et métaphorique. Du blues sauvage, de la soul rock et du jazz violent entre mélancolie, colère, nostalgie et rêve. La pianiste-chanteuse exubérante et fulminante, tempête vocale accrochée à son piano, avec de la rage dans les yeux. Une débauche d’énergie, de sensations fortes et d’émotions totalement hors normes,,. Elle maîtrise autant le grimage que le placement de voix, régulièrement parée de couronnes, peintures corporelles et autres costumes oniriques influencés par sa formation à l’école d’arts et à son goût pour les performances théâtrales,,.
Connue pour sa voix caractéristique rappelant celles de Nina Simone, Fiona Apple, Janis Joplin, Billie Holiday, Big Mama Thornton, Amy Winehouse, Bessie Smith ou encore Aretha Franklin,,, Sarah McCoy est souvent comparée à ces dernières. On peut également sentir les impressions et influences classiques de Satie et  Rachmaninoff  ainsi que le zeste de Kurt Weil dans l'œuvre de son piano.
D'une manière générale, la musique de Sarah McCoy est un mélange de styles comme le jazz, le blues ou encore la soul aux influences musicales aussi bien classiques que modernes, mais elle s’inspire également des influences de la vie quotidienne et de son propre vécu,. Elle essaye toujours d’adapter sa musique à l’environnement qui l’entoure. Cela influence sa façon de composer, de jouer et de chanter. Si elle devait définir sa musique, ce ne serait pas un genre, mais plutôt une attitude, dit-elle lors d'une interview.
Sarah McCoy ne fait pas que jouer et chanter de la musique. Elle écrit aussi les paroles et compose la musique de toutes ses chansons. Dans une interview, elle affirme être inspirée par les événements autobiographiques de sa vie et l’environnement qui l’entoure et que dans toute ces chansons il y a une relation entre les images et les émotions qu’elle crée avec ses mots, et leur relation avec la musique qui les porte.

## Discographie

### Clips vidéo
" Boogieman " est le single promotionnel et l'un des 13 titres de l’album Blood Siren sorti le 25 janvier 2019. L’album a été dévoilé avec un clip ensorcelant,produit par Marc Helfers /Neue Stereo. Ce clip est aussi le premier clip vidéo,de Sarah McCoy où on la découvre déguisée et maléfique tout comme le personnage de Boogieman 'le croque-mitaine, caché sous notre lit'.
- (en) [vidéo] SarahMcCoyVEVO, « Sarah McCoy - Boogieman  », sur YouTube

## Distinctions
- Décembre 2019 : Classement à la tête du top 5 meilleurs album catégorie musique du monde en 2019 [36] par Télérama, un magazine culturel français à parution hebdomadaire.
- Janvier 2014 : Nomination à la catégorie « meilleure artiste émergente » pour le prix annuel « Best of the Beat »[21] que remet Off Beat, le magazine de musique de la Nouvelle-Orléans, Les autres catégories comprenaient Cyril Neville (des Neville Brothers), Jon Batiste, Jason Marsalis et Tab Benoit.